# IM the Supervisor
IM The Supervisor er Infected Mushrooms femte album, fra 2004. Albummet indeholder hitsinglen "Cities of the Future".

## Trackliste
1. "IM The Supervisor"
2. "Ratio Shmatio"
3. "Muse Breaks RMX"
4. "Meduzz"
5. "Cities Of The Future"
6. "Horus The Chorus"
7. "Frog Machine"
8. "Noon"
9. "Bombat"
10. "Stretched"